# Архиепархия Хайдарабада
Архиепархия Хайдарабада (лат. Archidioecesis Hyderabadensis) — архиепархия Римско-Католической церкви c центром в городе Хайдарабад, Индия. В митрополию Хайдарабада входят епархии Кадапы, Кхаммама, Карнулу, Налгонды, Варангала. Кафедральным собором архиепархии Хайдарабада является церковь святого Иосифа.

## История
20 мая 1851 года Святой Престол учредил апостольский викариат Хайдарабада, выделив его из апостольского викариата Мадраса (сегодня — Архиепархия Мадраса и Мелапора).
1 сентября 1886 года Римский папа Лев XIII издал буллу Humanae salutis, которой преобразовал апостольский викариат Хайдарабада в епархию. В этот же день епархия Хайдарабада вошла в архиепархию Мадраса.
15 июня 1928 года и 22 декабря 1952 года епархия Хайдарабада передала часть своей территории для возведения новых миссии Sui iuris Беллари (сегодня — Епархия Беллари) и епархии Варангала;
19 сентября 1953 года Римский папа Пий XII издал буллу Mutant res, которой возвёл епархию Хайдарабада в ранг архиепархии.
В следующие годы архиепархия Хайдарабада передала часть своей территории для возведения новых церковных структур:
- 31 мая 1976 года — епархии Налгонды;
- 7 декабря 1977 года — епархии Аурангабада;
- 9 ноября 2001 года — апостольской префектуре Кветты (сегодня — Апостольский викариат Кветты);
- 24 июня 2005 года — епархии Гулбарги.

## Ординарии архиепархии
- епископ Даниэль Мёрфи (20.05.1851 — 14.11.1865), назначен вспомогательным епископом Хобарта;
- епископ Доменико Барберо (18.01.1870 — 18.09.1881);
- епископ Пьетро Капротти (28.02.1882 — 2.06.1897);
- епископ Пьетро Андреа Вигано (25.10.1897 — 11.05.1909);
- епископ Дионисио Висмара (11.05.1909 — 19.02.1948);
- епископ Альфонсо Беретта (23.12.1950 — 8.01.1953) — назначен епископом Варангала;
- архиепископ Джозеф Марк Гопу (8.01.1953 — 28.02.1971);
- архиепископ Саминини Арулаппа (6.12.1971 — 29.01.2000);
- архиепископ Марампуди Джойи (29.01.2000 — 27.08.2010);
- архиепископ Тхумма Бала (12.03.2011 — 19.11.2020);
- кардинал Энтони Пула (19.11.2020 — по настоящее время).

## Источник
- Da 145 anni nell'India dei poveri (1855-2000)
- Annuario Pontificio, Libreria Editrice Vaticana, Città del Vaticano, 2003, ISBN 88-209-7422-3
- Булла Humanae salutis Архивная копия от 4 апреля 2015 на Wayback Machine  (итал.)
- Булла Mutant res Архивная копия от 3 сентября 2013 на Wayback Machine, AAS 46 (1954), стр. 83  (лат.)